# Краснолобый прыгающий попугай
Краснолобый прыгающий попугай, или новозеландский какарики (лат. Cyanoramphus novaezelandiae) — птица отряда попугаеобразных.

## Внешний вид
Длина тела 23—26 см, хвоста — 11—13 см. Окраска оперения тёмно-зелёная, окаймление больших кроющих и маховых перьев, а также подхвостье тёмно-синие. Темя, лоб, пятна возле надхвостья и полоса, проходящая от клюва через глаз, красного цвета. Клюв серо-голубой. Радужка у самца оранжевая, у самки коричневая. Самки окрашены так же, как и самцы, но меньше размерами. Также бывают жёлтого цвета с красной «шапочкой» или желто-зеленые с красной «шапочкой»

## Распространение
Обитает в горах Новой Зеландии, Новой Каледонии и острова Норфолк.

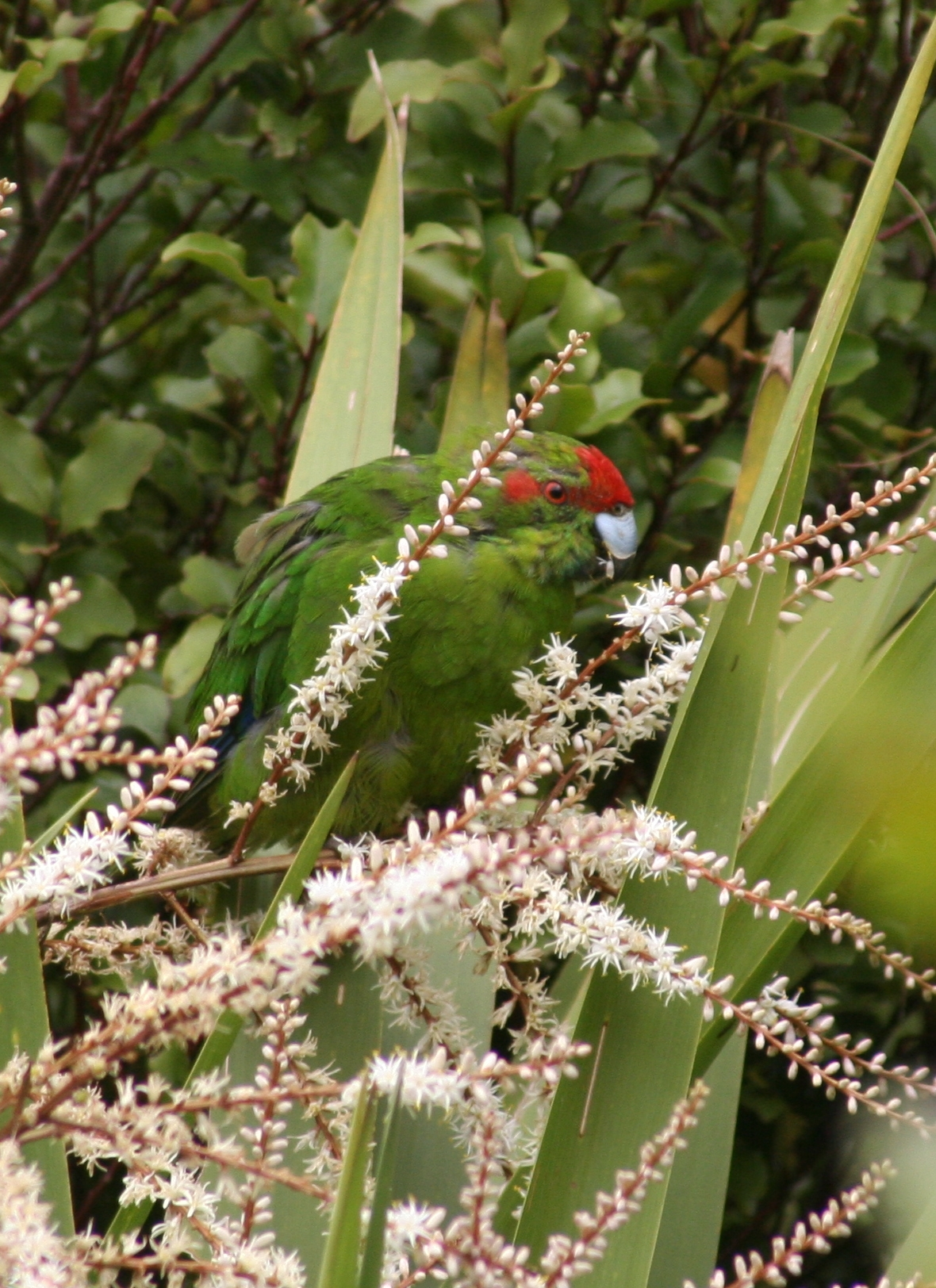
Краснолобый прыгающий попугай на цветущей Кордилина южная|кордилине южной (Cordyline australis). Остров Тиритири-Матанги, Новая Зеландия

## Образ жизни
Живут парами или в маленьких группах. Предпочитают кроны деревьев. Питаются корнями и клубнями растений, выкапывая их земли.
Внесён в Приложение I САЙТС.

## Содержание
Пользуются большой популярностью у любителей природы. В Европу впервые привезли в 1872 году, в Россию в 1975 году.

## Классификация
Вид образует несколько подвидов:
- Cyanoramphus novaezelandiae chathamensis Oliver, 1930
- Cyanoramphus novaezelandiae cyanurus Salvadori, 1891
- † Cyanoramphus novaezelandiae erythrotis (Wagler, 1832) — о. Маккуори
- Cyanoramphus novaezelandiae novaezelandiae (Sparrman, 1787)